# Trichterberggroeve (Gronsveld)

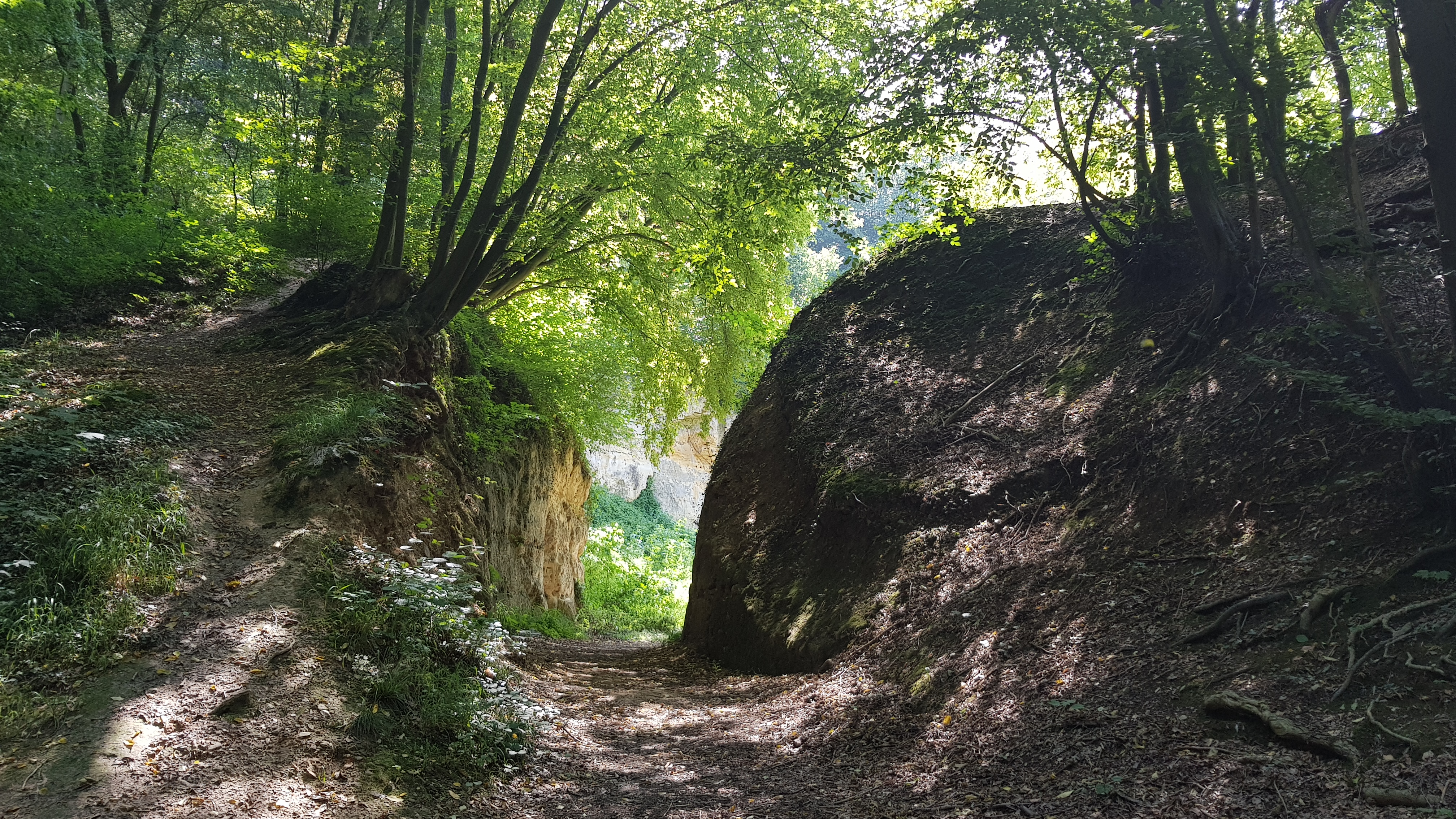
Ingang naar de Trichterberggroeve

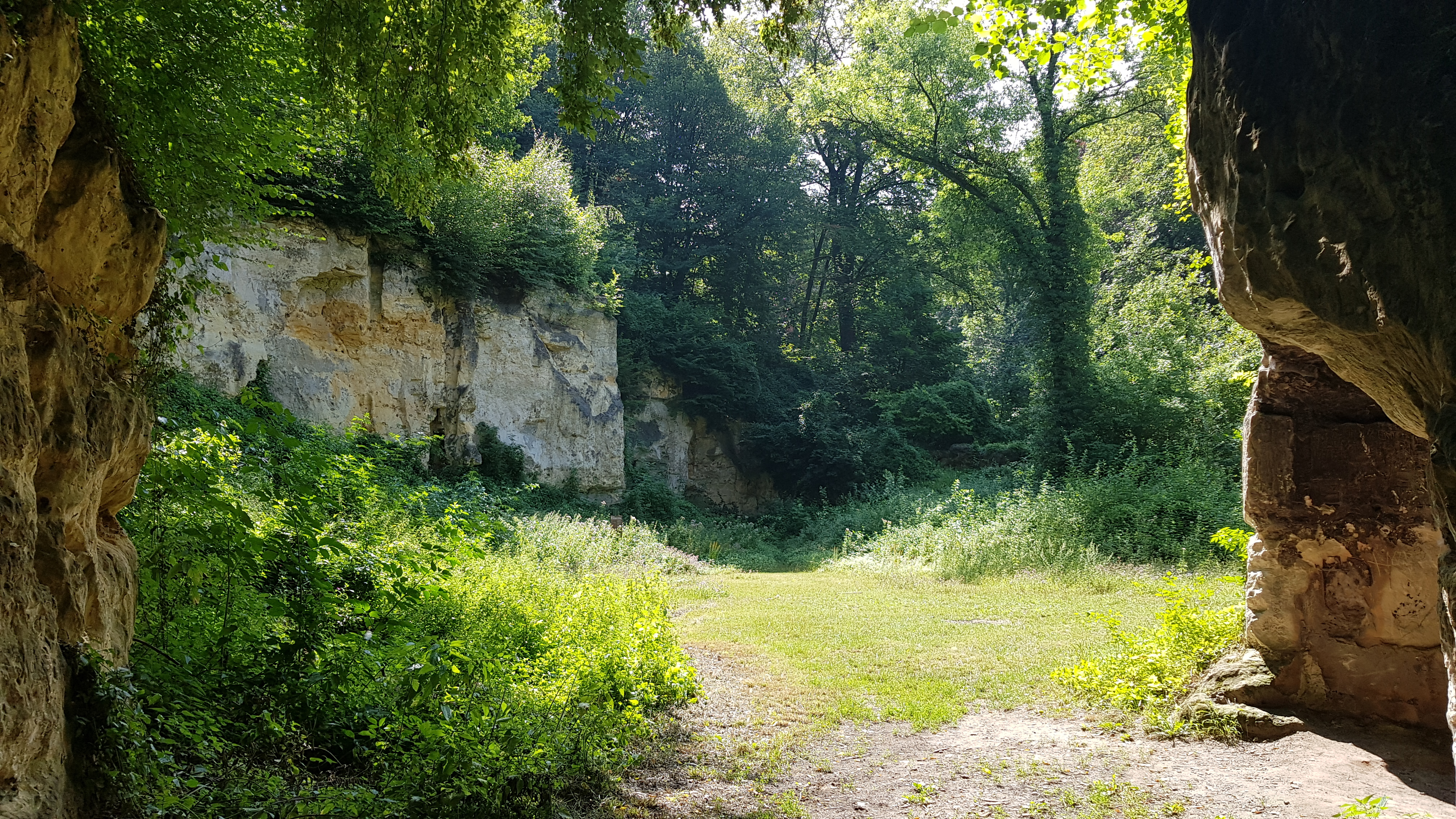
Trichterberggroeve

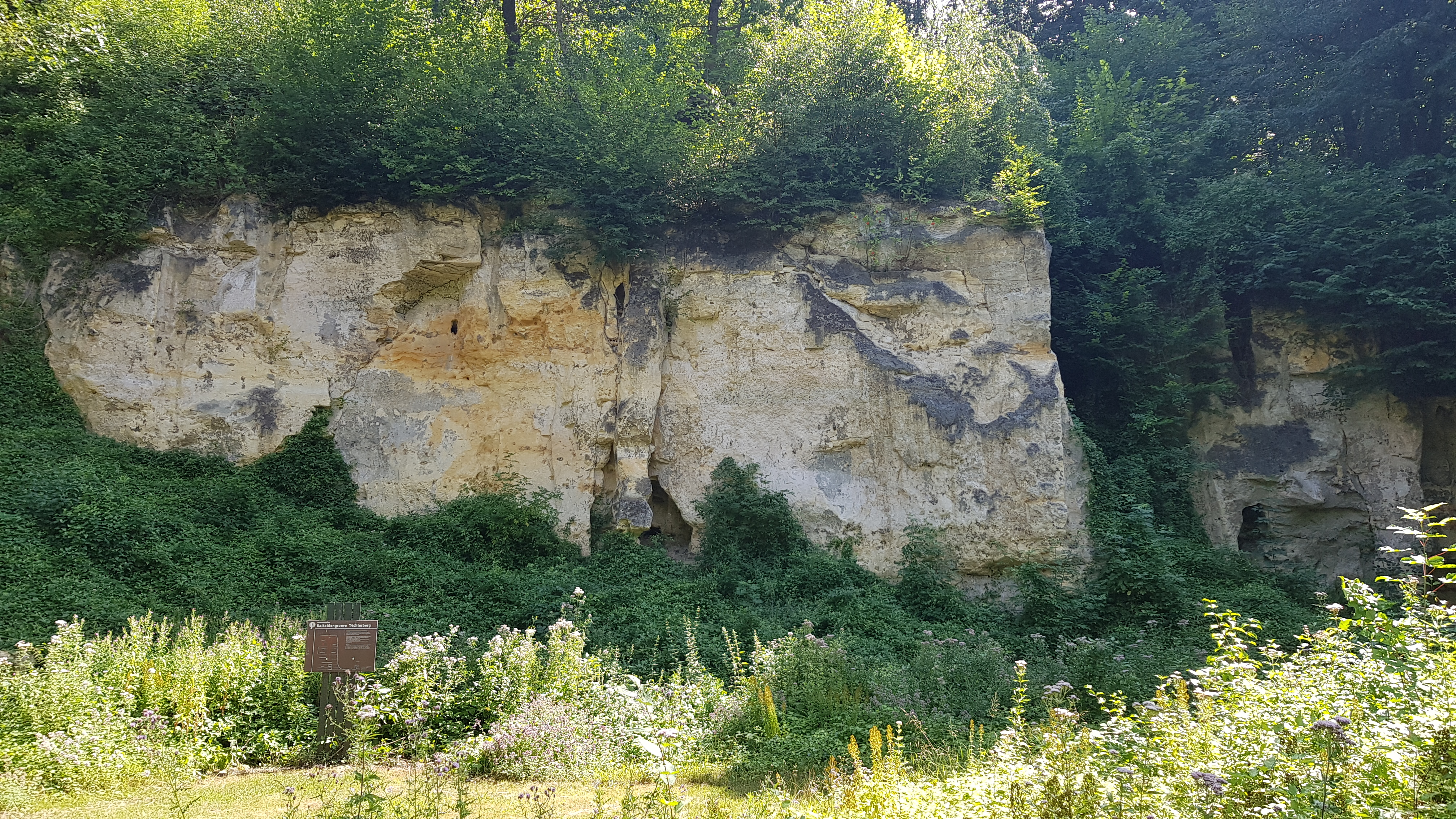
Trichterberggroeve

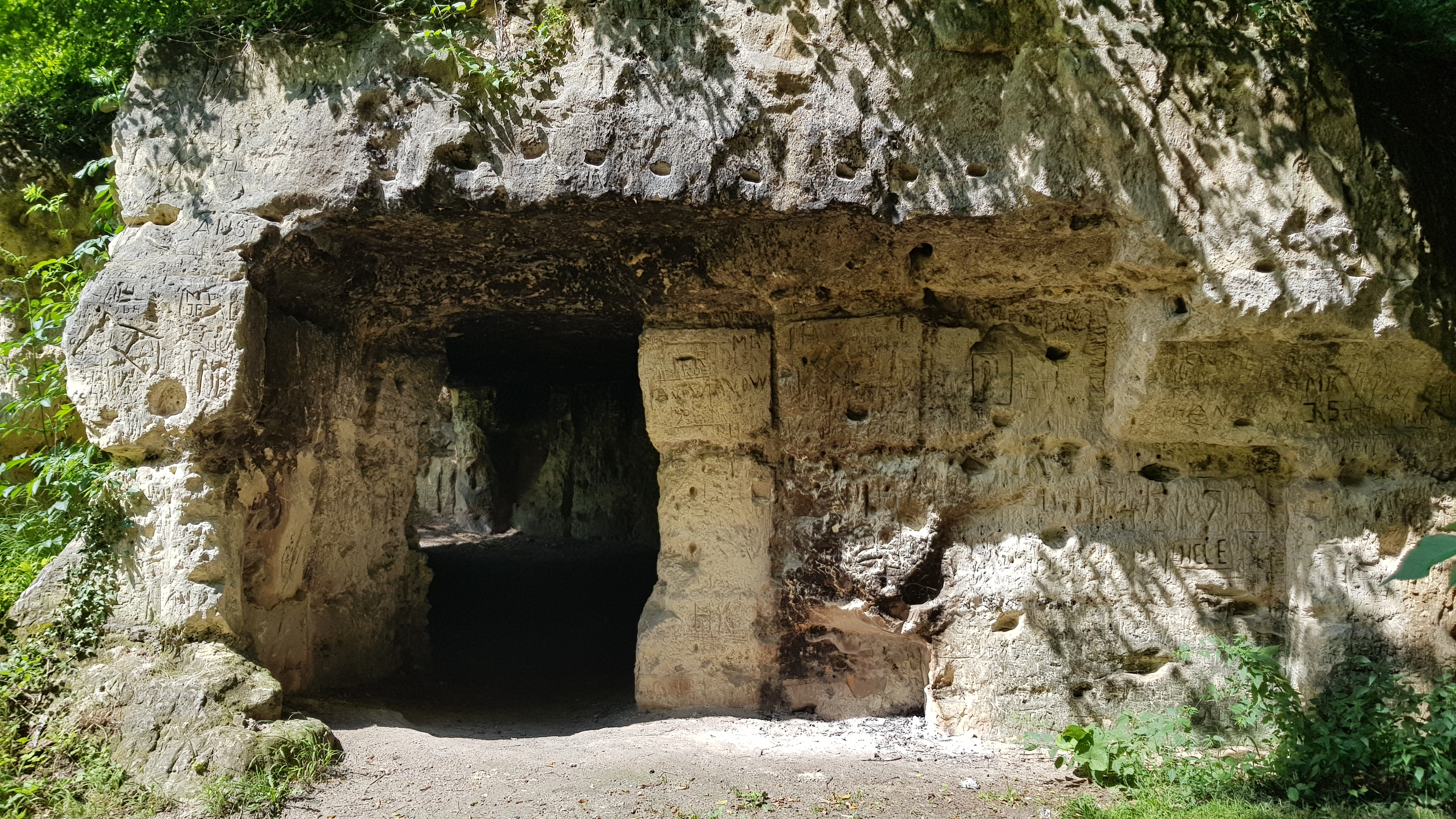
Deel van het ondergrondse gangenstelsel is nog aanwezig

De Trichterberggroeve of Groeve Trichterberg is een Limburgse mergelgroeve bij Gronsveld in de Nederlandse gemeente Eijsden-Margraten. De groeve ligt aan de westelijke rand van het Plateau van Margraten in de overgang naar het Maasdal. De groeve is gelegen in de steilrand van het Savelsbos aan de noordkant van de Eckelraderweg, de weg van Gronsveld (op het middenterras) naar Eckelrade (op het hoogterras). De groeve is uitgegraven in de Trichterberg.
Ongeveer 225 meter naar het noorden ligt de Groeve op de Trichterberg I, op ongeveer 600 meter naar het noorden liggen in het Savelsbos de groeves Varkensgatgroeve, Riesenberggroeve en Groeve boven op de Riesenberg, en op ongeveer 225 meter naar het noorden ligt de Groeve op de Trichterberg I. Op ongeveer 200 meter naar het westen liggen aan de overzijde van de weg de Groeve de Grote Dolekamer en de Groeve de Kleine Dolekamer. Op ongeveer 400 meter naar het zuidwesten liggen de Savelsberggroeve en de Grindgroeve Savelsbos.
De groeve is een geologisch monument.

## Geschiedenis
De groeve werd eerst ontgonnen als ondergrondse kalksteengroeve door blokbrekers. In een latere periode werd de groeve een dagbouwgroeve en verdween het ondergrondse deel vrijwel volledig. Van de ondergrondse groeve resteren op enkele plekken nog nissen en een gang.

## Groeve
Het grootste deel van de ondergrondse groeve is verdwenen als gevolg van de dagbouw, maar nog twee duidelijke gangen resteren. Aan de noordwestzijde van de dagbouwgroeve resteert nog een gang en ook in de andere wanden van de dagbouwgroeve zijn overblijfselen van de ondergrondse gangen te zien. De gangen lagen gemiddeld 15 meter diep onder het aardoppervlak en een enkele gang ging tot wel 150 meter diep door de krijtlagen heen.

## Geologie
Het gebied van de Trichterberg staat bekend om haar Maastrichts Krijt, een lichtgele tot witte, korrelige zandsteen uit het Boven-Krijt. De bodemlagen ter plaatse van de groeve bestaat van boven naar beneden uit löss uit het Laagpakket van Schimmert, Maasgrind uit het Laagpakket van St. Geertruid van de Formatie van Beegden en in meerdere lagen gele kalk en vuursteen van de lagen Kalksteen van Emael (met Horizont van Lava), Kalksteen van Schiepersberg en Kalksteen van Gronsveld. In de kalk bevinden zich ook de goed zichtbare horizonten, die vaak een erosiefase in de kalksedimentatie vertegenwoordigen, namelijk het Horizont van Romontbos (tussen Emael en Schiepersberg) en het Horizont van Schiepersberg (tussen Schiepersberg en Gronsveld). Het grind uit deze bodemlagen werd gebruikt voor wegverharding.
Door oplossing van kalksteen zijn er op verschillende plekken geologische orgelpijpen ontstaan die gevuld zijn met Maasgrind. Deze orgelpijpen zijn in de kalksteenwand van de groeve te zien.